# Rezerwat przyrody Dolina Stradanki
Rezerwat przyrody Dolina Stradanki – rezerwat leśny położony w województwie warmińsko-mazurskim, w gminie Tolkmicko, nadleśnictwie Elbląg. Leży w granicach Parku Krajobrazowego Wysoczyzny Elbląskiej i jego otuliny.
Akt powołujący: Rozp. Nr 56 z dnia 28.12.06 r. w sprawie uznania za rezerwat przyrody „Dolina Stradanki” (Dz. Urz. Woj. Warm.-Maz. Nr 6, poz. 137 z 11.01.07 r.).
Rezerwat zajmuje powierzchnię 121,09 ha (akt powołujący podawał 119,86 ha).
Utworzony dla zachowania i ochrony unikatowego krajobrazu rzeki Stradanki z siecią bocznych dolinek oraz porastającego te tereny lasu bukowego, ochrony rzadkich i chronionych gatunków roślin oraz zwierząt, głównie awifauny.